# Marecidia
Marecidia är ett släkte av fjärilar. Marecidia ingår i familjen björnspinnare.
Kladogram enligt Catalogue of Life:
| Marecidia | \| \| Marecidia achrysa \| \| \| \| \| \| Marecidia sanguipuncta \| \| \| \| |
|           | \| \| Marecidia achrysa \| \| \| \| \| \| Marecidia sanguipuncta \| \| \| \| |
|           | Marecidia achrysa                                                            |
|           |                                                                              |
|           | Marecidia sanguipuncta                                                       |
|           |                                                                              |